# Pilar Aguilar Carrasco
Pilar Aguilar Carrasco   (Siles, 1946) és una sociòloga, assagista, escriptora i crítica de mitjans audiovisuals feminista espanyola. Destaca per haver contribuït considerablement a augmentar la qualitat de la recerca de gènere. Per les seves recerques va demonstrar com el cinema i sobretot les sèries televisives aguanten la discriminació de les dones i descriuen de manera força manipulativa la violència de gènere: sovint o se l'ignora, o se la ridiculitza o se'n fa una representació idealitzada no gaire realista.

## Biografia
Va néixer al municipi de Siles, província de Jaén, el 1946. Afligida per una malaltia, els seus pares el van enviar a Madrid, ja que el metge del poble era incapaç de determinar la malaltia que sofria la menor. Va estar-se a casa d'una tia i allí va donar els seus primers passos al món de la lectura. No obstant això, i atès que no donaven remei al seu dolor, els seus familiars la van traslladar a França.
Ja de tornada a Espanya va estudiar a la Universitat de Sevilla, on el 1972 es va llicenciar en Filologia Moderna. Militant antifranquista, es va exiliar a França després d'haver passat per les presons franquistes. A més de treballar i seguir donant suport a la causa dels militants espanyols que van tenir la necessitat d'emigrar al país veí, es va llicenciar en Ciències de l'Educació el 1975 a París i va realitzar l'especialitat de Sociologia de l'Educació a la Universitat René Descartes el 1976. Va tornar a Espanya aquest mateix any en conseqüència de la Llei d'Amnistia però finalment va optar per tornar a França.
De nou a París va compaginar el seu treball com a professora d'espanyol amb l'estudi de la carrera Ciències Cinematogràfiques i Audiovisuals a la Universitat Denis Diderot, de la qual es va llicenciar el 1991. Allí va descobrir el feminisme, explica, la filosofia del qual i forma de vida li acompanyaran sempre. Comença a interessar-se per l'educació emocional i els mapes afectius que transmeten els mitjans audiovisuals. Per això, cursarà el 1996 el màster Historia i Estètica del cinema a la Universitat Autònoma de Madrid. Al llarg de la dècada dels anys 1990 analitza relats audiovisuals de ficció, centrant-se en la representació d'homes i dones. Arriba a la conclusió que el text condiciona la ideologia i mostra en general les dones com a éssers secundaris que estan sotmeses al paper que els atribueix l'home. A partir de llavors, basarà les seves anàlisis a «fer visible l'invisible» en l'intent, assenyala en les seves entrevistes, de mostrar la discriminació de les dones a causa de l'estructura patriarcal i masclista: El 90% de les pel·lícules i sèries que veiem estan protagonitzades per homes. Diu: «El missatge és clar: ells són els éssers dignes d'encarnar el relat socialment compartit. A ells els ocorren les coses interessants.»
El 2014 publica una primera novel·la No quise bailar lo que tocaban, basada en fets reals.
Actualment imparteix docència en màsters i postgraus de diverses universitats, així com cursos i conferències.

## Obres destacades
Al llarg de la seua carrera ha publicat una gran quantitat d'obres en diversos gèners, des de articles periodístics a assajos, passant per la crítica literària i sobretot de cinema. Ha publicat també una novel·la. Podem destacar entre la seua extensa producció, que abasta des de l'any 1995 a l'actualitat:
- Manual del espectador inteligente.[11]
- «El cine, una representación patriarcal del mundo». A: Juan F. Plaza i Carmen Delgado. Género y comunicación (en castellà).  Madrid: Fundamentos, 2007 (Colección Ciencia). ISBN 978-84-245-1136-4.
- ¿Somos las mujeres de cine? Prácticas de análisis fílmico, Instituto Asturiano de la Mujer, Oviedo.[12]
- No quise bailar lo que tocaban (en castellà).  Toledo: Ediciones de Castilla-La Mancha, 2014 (Biblioteca Añil Feminista).

## Guardons
- Premi Dones Progressistes 2011 per la Universitat Politècnica de València.[13] Segons l'informe del jurat: «El seu treball ha segut desvetllar els missatges subliminals que tenen filmes aparentment inofensius. El seus anàlisis tenen com a referent l'imperatiu feminista ‘fer visible el que és invisible’ i giren al voltant de la manipulació masclista i patriarcal de la representació cinematogràfica.»[14]
- Premi Comadre de Oro 2015 per la Tertúlia Feminista Les Comadres de Gijón.[15]
- Premi Meridiana 2015 en la modalitat de "Iniciatives en els mitjans de comunicació o publicitaris" per l'Institut Andalús de la Dona (IAM).[16]